# Hypostomus plecostomoides
Hypostomus plecostomoides es una especie del género de peces de agua dulce Hypostomus, de la familia Loricariidae en el orden Siluriformes. Habita en aguas cálidas y templado-cálidas de América del Sur, y es denominada comúnmente vieja del agua. Alcanza una longitud total de 25,6 cm.

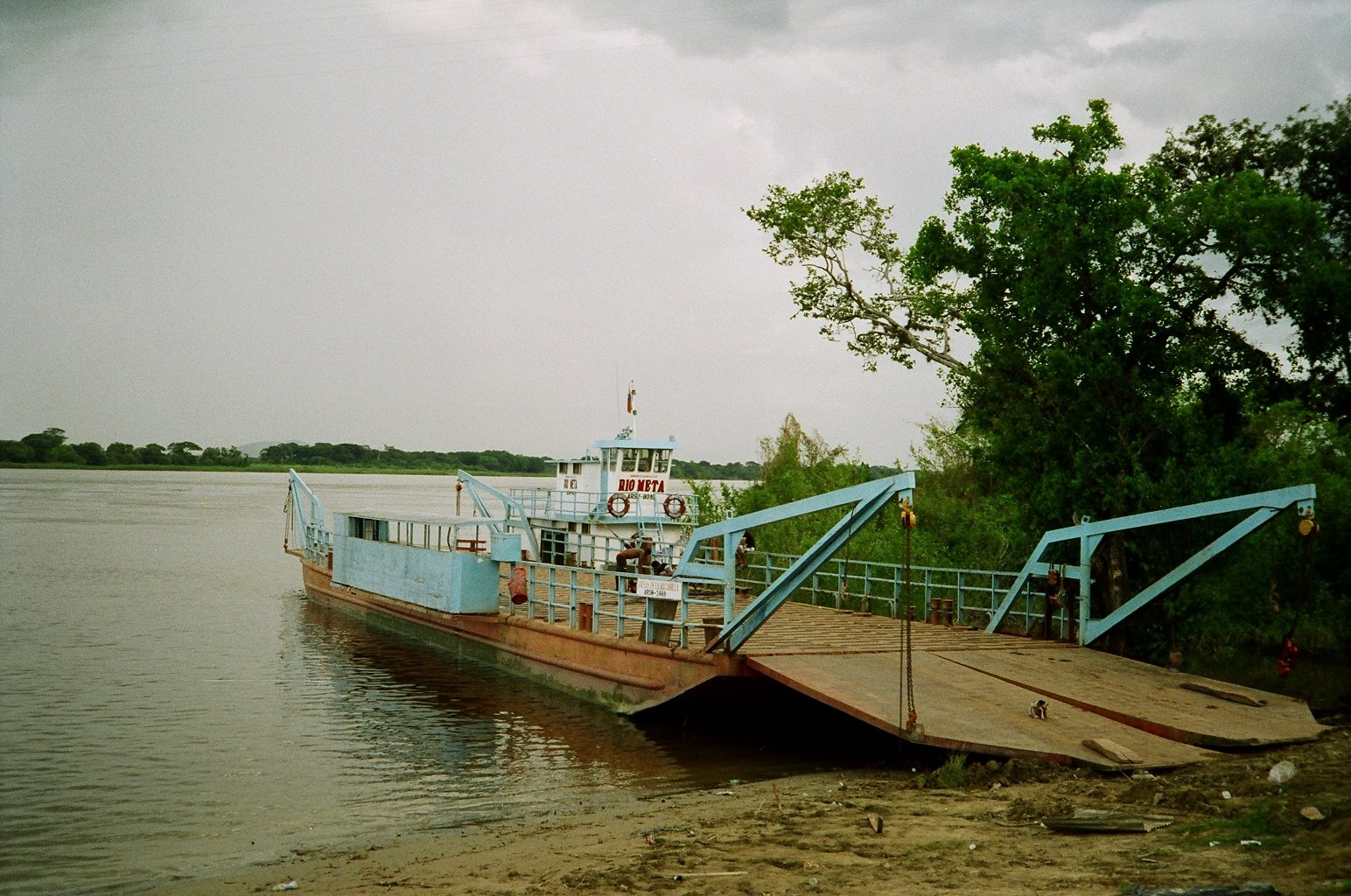
El río Meta, el hábitat de esta especie.

## Distribución
Hypostomus plecostomoides habita en aguas cálidas del noroeste de América del Sur, siendo endémica del sector colombiano de la cuenca del río Meta, curso fluvial de la Orinoquia colombiana y uno de los grandes afluentes del río Orinoco.

## Taxonomía
Esta especie fue descrita originalmente en el año 1922 por el ictiólogo estadounidense, nacido en Alemania, Carl H. Eigenmann.